# カミーユ、恋はふたたび
『カミーユ、恋はふたたび』（カミーユこいはふたたび、仏: Camille redouble 英: Camille Rewinds）は、2012年のフランスのファンタジードラマ映画。

## ストーリー
パリ在住の40代の女優カミーユは、25年間連れ添った夫から突然、離婚を要求され動揺していた。20代になった娘に見送られて行った大晦日のパーティで、お酒を飲みすぎた彼女は気を失ってしまう。
病院のベッドで目覚めたカミーユは、何かがおかしいと感じる。そこに父親と亡くなったはずの母親が面会に来たのだ。彼女は自分が15歳の高校生時代に戻っていることに気がつく。自分には自分が40代のままに見えるが、周囲の人には15歳の自分に見えているようだった。自宅に戻った彼女は、とまどいながらも友人たちとの高校生活をふたたび楽しむ。ただし、そこには自分に離婚の要求を突きつけた夫である、若き日のエリックもいた。

## キャスト
- ノエミ・ルボフスキー - カミーユ
- サミール・ゲスミ - エリック
- ジュディット・シュムラ - ジョセファ（カミーユの同級生）
- インディア・エール - アリス（カミーユの同級生）
- ジュリア・フォール - ルイーズ（カミーユの同級生）
- ヨランド・モロー - カミーユの母
- ミシェル・ヴュイエルモーズ - カミーユの父
- ドゥニ・ポダリデス - アルフォンス・物理学教師
- ヴァンサン・ラコスト - ヴァンサン
- ジャン＝ピエール・レオ - 時計屋
- マチュー・アマルリック - フランス文学教師

## 受賞
- 第65回カンヌ国際映画祭　SACD賞（監督週間）受賞[4]